# Ханна, Томас
Томас Луис Ханна (англ. Thomas Louis Hanna, 21 ноября 1928 — 29 июля 1990)  —  автор системы физических упражнений, известной как «Соматическое обучение по методу Ханны», автор термина «соматика».

## Биография
В 1958 году Ханна Томас получил докторскую степень в области философии и богословия Чикагского университета, после чего начал преподавать в различных колледжах — сначала в колледже Холлинс (Роанок, штат Вирджиния), затем, в качестве приглашённого преподавателя, в Университете Северной Каролины и Университете Дьюка (Северная Каролина). Он также читал лекции и занимался исследовательской работой в Париже, Брюсселе и Майнце (Германия). В 1965 году Ханна стал деканом факультета философии Флоридского университета. В этот период он также изучал неврологию в медицинской школе.
В 1973 году Ханна переехал в Сан-Франциско, где стал руководителем аспирантуры Института гуманистической психологии (в настоящее время —Университет Сэйбрука). Ещё в начале 1970-х он познакомился с израильским физиком Моше Фельденкрайзом, чьи теории и наработки был созвучны его собственной «философии тела». Будучи руководителем аспирантуры, Ханна организовал первую в США программу обучения по методу Фельденкрайза, длившуюся с 1975 по 1977 год. Параллельно он также преподавал в «Новатовском институте соматических исследований и обучения», созданном им в 1975 году. Ханна продолжал свои исследования и сотрудничество с Фельденкрайзом на протяжении многих лет.
Томас Ханна трагически погиб в автокатастрофе 29 июля 1990 года. После его смерти его авторскими методиками и учебными программами продолжают заниматься «Новатовский институт соматических исследований и обучения» (Элионор Крисвелл-Ханна), «Институт соматических систем» (Стивен Аронштейн), «Институт соматических исследований и развития» (Лоуренс Голд) и «Институт соматического обучения Ингла» (Брайан Ингл).

## Собственный метод
Объединив свой опыт в изучении богословия, философии и нейронаук, Томас Ханна пришёл к идее, что все события жизни приводят к «физическим паттернам в теле человека».
«Соматическое обучение по методу Ханны» (англ. Hanna Somatic Education) — системa физического обучения, разработанная им на основе метода Фельденкрайза. Занимаясь по этому методу с людьми различного возраста, Ханна вёл наблюдения за характерными проблемами, связанными с осанкой. Он заметил, что определенные процедуры помогают восстановить управление мышцами, которые держат позвоночник в неправильном положении и ограничивают диапазон движения. Приёмы своей работы, направленной на усиление осознанного контроля над физиологическими процессами, Ханна оформил как собственное «соматическое обучение по методу Ханны».
Соматическое обучение Ханны — продолжение серии открытий, сделанных различными учеными в результате исследования физиологических последствий стресса (Ганс Селье), соматического развития / взросления (A.F. Frazier), теории педагогики и двигательного обучения (Моше Фельденкрайз и др.), изложенное в практических клинических методиках, которые быстро улучшают функционирование тела. Методы соматического переобучения используют способность мозга постоянно развиваться (нейропластичность) для уменьшения или же устранения воздействий остаточной памяти о тех травмах или стрессах, которые являлись причиной непроизвольных паттернов мышечного напряжения (которые вызывают боль и ограничивают подвижность) и искажения образа своего тела (изменение движений и осанки).
Ханна нашел определение этим остаточным явлениям при помощи термина сенсомоторная амнезия (СМА): потеря памяти о том, как свободно и скоординировано двигаться, а также потеря способности это делать. Такая потеря памяти проявляется как физиологическая память стресса и/или травмы, которая замещает здоровые функциональные паттерны — и меняет мышечную / двигательную память и её работу. Эти изменения и потеря контроля являются составляющими „амнезии“.
С точки зрения физиологии способ выполнения соматических упражнений активизирует и объединяет сенсорные и моторные области коры головного мозга, вовлеченные в движение и восприятие ощущений. Активация коры головного мозга, таким образом, создает для нашего восприятия более полное и четкое, с „более высоким разрешением“ изображение тела (то есть с большим количеством сенсорных контрольных точек по всей амплитуде движения). Благодаря этому лучше воспринимаемому изображению развивается способность контролировать мышцы более четко и плавно (появляются точность, скорость и изящество). При этом уменьшается вероятность мышечных судорог и спазмов, а состояние нейромускульной системы все больше и больше приближается к естественному состоянию покоя.
Через практику соматики обретается возможность нейтрализовать стресс и последствия травм, обрести более качественный мышечный контроль, улучшить координацию и увеличить амплитуду движений, ощутить больше энергии в теле, исправить осанку и т. п.
Клиническое соматическое обучение развивает здоровую мышечную и двигательную память, преимущественно при помощи движений и обучения, основанного на ощущениях, используя паттерн физиологического действия относящийся к потягиванию (пандикуляции) для создания длительных функциональных улучшений за короткий период времени.
В клиническом соматическом обучении используется активный подход «преподаватель-ученик», а не пассивный — «врач-пациент». Изучив конкретную ситуацию клиента и внимательно обследовав его, преподаватель проводит клиническое занятие. Осваивая и выполняя специально подобранные движения в зависимости от местоположения боли, мышечного зажима или нарушения осанки, занимающийся концентрируется на ощущениях, которые возникают в определенных мышцах или группах мышц. Таким образом, он развивает в себе более яркое физическое понимание, улучшает способность управлять собственными движениями и контролировать мышечное напряжение. Всё это позволяет за короткое время достичь значительного улучшения физического состояния, качества движений тела, осанки и внешнего вида в целом.